# Kheyreh Masjed
Kheyreh Masjed (persiska: خیره مسجد) är en ort i Iran.   Den ligger i provinsen Östazarbaijan, i den nordvästra delen av landet, 500 km nordväst om huvudstaden Teheran. Kheyreh Masjed ligger 1 840 meter över havet och antalet invånare är 423.
Terrängen runt Kheyreh Masjed är huvudsakligen kuperad, men åt nordost är den platt.Runt Kheyreh Masjed är det ganska glesbefolkat, med 43 invånare per kvadratkilometer. Närmaste större samhälle är Bostānābād, 15,8 km sydost om Kheyreh Masjed. Trakten runt Kheyreh Masjed består i huvudsak av gräsmarker.